# Folke Bålstad
Folke Bålstad (Christiania, 1907. november 30. – ?, 1976. január 18.) norvég nemzetközi labdarúgó-játékvezető. 

## Pályafutása

### Nemzeti játékvezetés
Nemzeti labdarúgó-szövetségének megfelelő játékvezető bizottsága minősítése alapján lett az Tippeligaen játékvezetője. Küldési gyakorlat szerint rendszeres partbírói szolgálatot végzett.

#### Nemzeti kupamérkőzések
Vezetett kupadöntők száma: 1.

##### Norvég labdarúgókupa
| Időpont           | Helyszín               | Mérkőzés típusa | Mérkőzés                      | Eredmény | Nézők száma |
| ----------------- | ---------------------- | --------------- | ----------------------------- | -------- | ----------- |
| 1951. október 21. | Ullevaal Stadion, Oslo | döntő           | Sarpsborg 08 FF–Asker Fotball | 3 – 2    | 30 639      |

### Nemzetközi játékvezetés
A Norvég labdarúgó-szövetség Játékvezető Bizottsága (JB) terjesztette fel nemzetközi játékvezetőnek, a Nemzetközi Labdarúgó-szövetség (FIFA) 1950-től tartotta nyilván bírói keretében. A norvég nemzetközi játékvezetők rangsorában, a világbajnokság-Európa-bajnokság sorrendjében többedmagával a 20. helyet foglalja el 1 találkozó szolgálatával. A  nemzetközi játékvezetéstől 1953-ban búcsúzott. Válogatott mérkőzéseinek száma: 3.

#### Labdarúgó-világbajnokság
Az 1954-es labdarúgó-világbajnokságon a FIFA JB játékvezetőként alkalmazta. Selejtező mérkőzést az UEFA zónában vezetett.
| Időpont            | Helyszín                   | Mérkőzés típusa           | Mérkőzés              | Eredmény | Nézők száma |
| ------------------ | -------------------------- | ------------------------- | --------------------- | -------- | ----------- |
| 1953. augusztus 5. | Olimpiai Stadion, Helsinki | előselejtező (2. csoport) | Finnország–Svédország | 3 – 3    | 38 000      |

#### Olimpiai játékok
Az 1952. évi nyári olimpiai játékok labdarúgó tornáját, ahol a FIFA JB bírói szolgálatra alkalmazta. A kor elvárása szerint az egyes számú partbíró játékvezetői sérülésnél átvette a mérkőzés vezetését. Partbíróként nem kapott küldést.
| Időpont          | Helyszín                | Mérkőzés típusa    | Mérkőzés            | Eredmény | Nézők száma |
| ---------------- | ----------------------- | ------------------ | ------------------- | -------- | ----------- |
| 1952. július 21. | Kupittaa Stadion, Turku | egyik nyolcaddöntő | Dánia–Lengyelország | 2 – 0    | 6024        |